# Nati il 16 febbraio

## XI secolo(2)
- 1032 - Song Yingzong, imperatore cinese († 1067)
- 1075 - Orderico Vitale, monaco cristiano e storico inglese († 1142)

## XIII secolo(1)
- 1222 - Nichiren, monaco buddhista giapponese († 1282)

## XIV secolo(2)
- 1304 - Jayaatu Khan, imperatore cinese († 1332)
- 1332 - Coluccio Salutati, politico, letterato e filosofo italiano († 1406)

## XV secolo(4)
- 1419 - Giovanni I di Kleve, duca († 1481)
- 1456 - Achille Grassi, cardinale e vescovo cattolico italiano († 1523)
- 1470 - Eric I di Brunswick-Lüneburg, nobile tedesco († 1540)
- 1497 - Filippo Melantone, umanista, teologo e astrologo tedesco († 1560)

## XVI secolo(8)
- 1514 - Georg Joachim Rheticus, matematico e astronomo austriaco († 1574)
- 1516 - Prospero Sogari, scultore e architetto italiano († 1584)
- 1519 - Gaspard II de Coligny, condottiero e nobile francese († 1572)
- 1536 - Margherita d'Asburgo, nobile austriaca († 1567)
- 1536 - Antoine Loysel, giurista e avvocato francese († 1617)
- 1543 - Kanō Eitoku, pittore giapponese († 1590)
- 1580 - Giovanni Battista Deti, cardinale e vescovo cattolico italiano († 1630)
- 1592 - Matsudaira Tadateru, militare giapponese († 1683)

## XVII secolo(17)
- 1602 - Eleonora Dorotea di Anhalt-Dessau, nobile († 1664)
- 1614 - Christopher Merret, medico e naturalista britannico († 1695)
- 1631 - Fortunato Ilario Carafa della Spina, cardinale e vescovo cattolico italiano († 1697)
- 1632 - Narai, sovrano thailandese († 1688)
- 1639 - Giovanni Giacomo Cavallerini, cardinale e arcivescovo cattolico italiano († 1699)
- 1641 - Taddeo Luigi Dal Verme, cardinale e vescovo cattolico italiano († 1717)
- 1655 - Carlo Emilio di Brandeburgo, principe († 1674)
- 1656 - Anthony Cary, nobile e politico scozzese († 1694)
- 1664 - Nicolas Fatio de Duillier, matematico e astronomo svizzero († 1753)
- 1679 - Federico Guglielmo di Sassonia-Meiningen, duca tedesco († 1746)
- 1680 - Maria Eleonore von Hatzfeld-Wildenburg, nobile tedesca († 1718)
- 1684 - Bohuslav Matěj Černohorský, francescano e compositore ceco († 1742)
- 1686 - Eleonora Maria di Löwenstein-Wertheim-Rochefort, principessa tedesca († 1753)
- 1692 - Giovanni Domenico Mansi, arcivescovo cattolico, teologo e storico italiano († 1769)
- 1698 - Pierre Bouguer, matematico, geofisico e geodeta francese († 1758)
- 1698 - Johann Elias Ridinger, incisore, pittore e editore tedesco († 1767)
- 1700 - Pedro Messía de la Cerda, ufficiale spagnolo († 1783)

## XVIII secolo(34)
- 1705 - Bonifacio Finetti, filosofo e linguista italiano († 1782)
- 1706 - Giorgio Maria Lascaris, arcivescovo cattolico e patriarca cattolico italiano († 1795)
- 1707 - Wilhelm Anton von der Asseburg, vescovo cattolico tedesco († 1782)
- 1708 - Adam Friedrich von Seinsheim, vescovo cattolico tedesco († 1779)
- 1711 - Aleksandra Ivanovna Panina, nobildonna russa († 1786)
- 1713 - Francisco de Solís Folch de Cardona, cardinale e arcivescovo cattolico spagnolo († 1775)
- 1716 - Matteo Jacuzio, abate e scrittore italiano († 1780)
- 1724 - Christopher Gadsden, generale e politico statunitense († 1805)
- 1727 - Nikolaus Joseph von Jacquin, medico, chimico e botanico olandese († 1817)
- 1731 - Marcello Bacciarelli, pittore italiano († 1818)
- 1741 - Thomas Dundas, I barone Dundas, politico scozzese († 1820)
- 1747 - Enrico XIII di Reuss-Greiz, principe († 1817)
- 1749 - Wilhelm Heinse, scrittore tedesco († 1803)
- 1752 - Luigi Bottiglia Savoulx, cardinale italiano († 1836)
- 1755 - Friedrich Wilhelm von Bülow, generale prussiano († 1816)
- 1755 - Ignazio Falconieri, presbitero italiano († 1799)
- 1756 - Ambrogio Maria Ghilini, nobile, generale e botanico italiano († 1832)
- 1758 - Julian Niemcewicz, poeta, commediografo e politico polacco († 1841)
- 1761 - Jean-Charles Pichegru, generale e politico francese († 1804)
- 1769 - Andrea de Jorio, archeologo e etnografo italiano († 1851)
- 1772 - Friedrich Gilly, architetto tedesco († 1800)
- 1774 - Pierre Rode, violinista e compositore francese († 1830)
- 1777 - Benjamin D'Urban, politico e militare britannico († 1849)
- 1778 - John Colborne, I barone Seaton, generale britannico († 1863)
- 1778 - Johann Friedrich Ludwig Göschen, giurista tedesco († 1837)
- 1787 - Christian Ferdinand Friedrich Hochstetter, botanico tedesco († 1860)
- 1787 - Jean-Antoine Petipa, ballerino e coreografo francese († 1855)
- 1787 - Andreas Schelfhout, pittore, incisore e litografo olandese († 1870)
- 1788 - Juan Van Halen, generale spagnolo († 1864)
- 1790 - Tommaso Gazzarrini, pittore italiano († 1853)
- 1798 - Filippo Artico, vescovo cattolico italiano († 1859)
- 1799 - François Dauverné, trombettista francese († 1874)
- 1799 - Friedrich Heinrich von Kittlitz, botanico e zoologo tedesco († 1874)
- 1800 - Charles Masson, militare e esploratore britannico († 1853)

## XIX secolo(184)
- 1801 - Costantino di Hohenzollern-Hechingen, principe († 1869)
- 1801 - Julius Theodor Christian Ratzeburg, entomologo, botanico e zoologo tedesco († 1871)
- 1802 - Phineas Quimby, filosofo statunitense († 1866)
- 1803 - Louis-Antoine Garnier-Pagès, politico francese († 1878)
- 1803 - Karl Emil von Schafhäutl, fisico, geologo e musicologo tedesco († 1890)
- 1804 - Achille Farina, pittore, litografo e ceramista italiano († 1879)
- 1804 - Jules Janin, scrittore e drammaturgo francese († 1874)
- 1804 - Anton Ernst von Schaffgotsch, arcivescovo cattolico boemo († 1870)
- 1806 - Boulos Boutros Massaad, vescovo cattolico e patriarca cattolico libanese († 1890)
- 1807 - Pierre Charles Dejean, generale, politico e nobile francese († 1872)
- 1807 - Franz Eduard Erpf, imprenditore e politico svizzero († 1851)
- 1807 - Noël Paymal Lerebours, ottico e fotografo francese († 1873)
- 1810 - Pietro Francesco Casaretto, abate italiano († 1878)
- 1810 - Francesco Scipione Fapanni, letterato, storico e epigrafista italiano († 1894)
- 1811 - Béla Wenckheim, politico ungherese († 1879)
- 1812 - Henry Wilson, politico statunitense († 1875)
- 1813 - Semen Stepanovyč Hulak-Artemovs'kyj, baritono, compositore e attore teatrale ucraino († 1873)
- 1815 - Edward Lloyd, editore, imprenditore e inventore britannico († 1890)
- 1815 - Giuseppe Piroli, politico italiano († 1890)
- 1816 - Gaetano Fraschini, tenore italiano († 1887)
- 1816 - Kaspar Gottfried Schweizer, astronomo svizzero († 1873)
- 1817 - Girolamo Simoncelli, patriota italiano († 1852)
- 1821 - Pietro Araldi Erizzo, politico e nobile italiano († 1881)
- 1821 - Heinrich Barth, esploratore tedesco († 1865)
- 1822 - Francis Galton, esploratore, biologo e antropologo britannico († 1911)
- 1822 - James Thomson, fisico, ingegnere e inventore britannico († 1892)
- 1823 - Henry F. Teschemacher, politico e artista statunitense († 1904)
- 1824 - Peter Kozler, geografo austriaco († 1879)
- 1826 - Julius Thomsen, chimico danese († 1909)
- 1826 - Joseph Victor von Scheffel, scrittore e poeta tedesco († 1886)
- 1827 - Guido Calvi, fotografo italiano († 1906)
- 1829 - Wilhelm Josef Grailich, mineralogista austriaco († 1859)
- 1830 - Émile Durand, compositore, teorico della musica e insegnante francese († 1903)
- 1831 - Nikolaj Semënovič Leskov, scrittore e giornalista russo († 1895)
- 1832 - Francesco Biangardi, scultore italiano († 1911)
- 1832 - Amos Ronchey, militare e politico italiano († 1896)
- 1832 - Camille Armand de Polignac, nobile e militare francese († 1913)
- 1834 - Henri Chouteau, operaio francese († 1896)
- 1834 - Ernst Haeckel, biologo, zoologo e filosofo tedesco († 1919)
- 1834 - Petter Adolf Karsten, micologo finlandese († 1917)
- 1835 - Simone Schiaffino, patriota italiano († 1860)
- 1837 - Ferdinand Adolf Kehrer, ginecologo tedesco († 1914)
- 1838 - Henry Brooks Adams, scrittore e storico statunitense († 1918)
- 1841 - Jean-Baptiste Guillaumin, pittore e litografo francese († 1927)
- 1843 - Corrado Avolio, romanziere e glottologo italiano († 1905)
- 1844 - Giuseppina Martinuzzi, pedagogista e giornalista italiana († 1925)
- 1844 - James Guillaume, scrittore e anarchico svizzero († 1916)
- 1844 - Marija Ėlimovna Meščerskaja, nobildonna russa († 1868)
- 1845 - Maria Bonfanti, ballerina italiana († 1921)
- 1845 - François-Virgile Dubillard, cardinale e arcivescovo cattolico francese († 1914)
- 1846 - Davide Albertario, presbitero e giornalista italiano († 1902)
- 1846 - Raimundo Andueza Palacio, politico venezuelano († 1900)
- 1846 - Margherita d'Orléans, principessa francese († 1893)
- 1847 - William Hunter Workman, medico, geografo e esploratore statunitense († 1937)
- 1847 - Arthur Kinnaird, banchiere, calciatore e dirigente sportivo britannico († 1923)
- 1847 - Philipp Scharwenka, compositore, pianista e docente tedesco († 1917)
- 1848 - Octave Mirbeau, giornalista, scrittore e critico d'arte francese († 1917)
- 1848 - Hugo de Vries, biologo olandese († 1935)
- 1849 - Federico Capone, imprenditore, scienziato e politico italiano († 1918)
- 1851 - Giovanni Prelli, generale italiano († 1919)
- 1852 - Charles Taze Russell, predicatore statunitense († 1916)
- 1853 - James Douglas Ogilby, ittiologo e erpetologo britannico († 1925)
- 1854 - Horatio Brown, storico britannico († 1926)
- 1854 - Clément Huart, iranista, arabista e diplomatico francese († 1926)
- 1854 - Charles Webster Leadbeater, vescovo vetero-cattolico e teosofo britannico († 1934)
- 1854 - Vera Konstantinovna Romanova, nobile russa († 1912)
- 1856 - Willem Kes, direttore d'orchestra e violinista olandese († 1934)
- 1856 - Thomas Sorby, calciatore inglese († 1930)
- 1858 - Henry Bolo, presbitero e scrittore francese († 1921)
- 1858 - John Addison Fordyce, dermatologo statunitense († 1925)
- 1860 - Carl Venth, compositore, violinista e direttore d'orchestra tedesco († 1938)
- 1862 - Miquel Utrillo, ingegnere, pittore e decoratore spagnolo († 1934)
- 1863 - Filippo Masperi, generale italiano († 1918)
- 1864 - Luigi Magrini, inventore e imprenditore italiano († 1933)
- 1865 - Anastasio Alfaro, zoologo, geologo e archeologo costaricano († 1951)
- 1866 - Paul von Schoenaich, militare e giornalista tedesco († 1954)
- 1866 - H. J. C. Grierson, anglista e critico letterario britannico († 1960)
- 1866 - Billy Hamilton, giocatore di baseball statunitense († 1940)
- 1866 - Johann Strauss III, compositore e direttore d'orchestra austriaco († 1939)
- 1867 - Clelia Garibaldi, scrittrice italiana († 1959)
- 1867 - Guido Larcher, politico italiano († 1959)
- 1867 - Arturo Orsoni, scultore italiano († 1928)
- 1867 - Federico Patetta, storico e filologo italiano († 1945)
- 1867 - Václav Tille, scrittore ceco († 1937)
- 1868 - Edward Sheriff Curtis, esploratore, etnologo e fotografo statunitense († 1952)
- 1868 - John Rogan, statunitense († 1905)
- 1868 - Wilhelm Schmidt, etnologo, antropologo e linguista austriaco († 1954)
- 1870 - Tony Smet, schermidore belga
- 1871 - Radoje Domanović, scrittore e insegnante serbo († 1908)
- 1871 - Richard Gunn, pugile britannico († 1961)
- 1871 - Arthur Ponsonby, politico e scrittore britannico († 1946)
- 1872 - Gianni Bucceri, compositore e direttore d'orchestra italiano († 1953)
- 1872 - Carlo Alfonso Nallino, islamista e arabista italiano († 1938)
- 1873 - Herman de By, nuotatore olandese († 1961)
- 1874 - Marie Gutheil-Schoder, soprano tedesco († 1935)
- 1875 - Antonio Cosulich, armatore italiano († 1957)
- 1875 - John Duha, ginnasta e multiplista statunitense († 1940)
- 1875 - Pio Heredia Zubía, presbitero spagnolo († 1936)
- 1875 - Valentine de Saint-Point, scrittrice, poetessa e danzatrice francese († 1953)
- 1876 - Léon Ambard, medico francese († 1962)
- 1876 - Dina Romano, attrice italiana († 1957)
- 1876 - Mack Swain, attore e regista statunitense († 1935)
- 1876 - George Macaulay Trevelyan, storico e scrittore britannico († 1962)
- 1876 - Guido Valerio, calciatore italiano († 1943)
- 1876 - Gioacchino Volpe, storico e politico italiano († 1971)
- 1877 - Angiolo Badiani, politico, avvocato e banchiere italiano († 1950)
- 1877 - Cornelis Hirschman, banchiere e dirigente sportivo olandese († 1951)
- 1877 - Salvatore Sciuto Patti, ingegnere e architetto italiano († 1926)
- 1877 - Isidora Sekulić, scrittrice serba († 1958)
- 1878 - Pamela Colman Smith, artista e illustratrice britannica († 1951)
- 1878 - Giacomo Colosimo, mafioso italiano († 1920)
- 1878 - Selim Palmgren, compositore finlandese († 1951)
- 1878 - Silvio Parodi, generale e politico italiano († 1944)
- 1878 - Karel Podgornik, politico e antifascista italiano († 1962)
- 1879 - Secondina Cesano, numismatica italiana († 1973)
- 1879 - Gustav Gräser, poeta e pacifista tedesco († 1958)
- 1879 - Anna Pankratova, storica e educatrice sovietica († 1957)
- 1879 - John Wassow, ginnasta e multiplista statunitense († 1920)
- 1880 - Egon Brecher, attore ceco († 1946)
- 1880 - Clemente Gatti, presbitero e religioso italiano († 1952)
- 1880 - Yasui Kono, biologa, biochimica e botanica giapponese († 1971)
- 1880 - Nikolaj Il'ič Podvojskij, politico sovietico († 1948)
- 1880 - Léonce Quentin, arciere francese († 1957)
- 1881 - Iivari Kyykoski, ginnasta finlandese († 1959)
- 1882 - Leslie Fry, saggista e agente segreto statunitense († 1970)
- 1883 - Angiolo Gambaro, pedagogo, storico e presbitero italiano († 1967)
- 1883 - Conrad Hommel, pittore tedesco († 1971)
- 1883 - William LeBaron, produttore cinematografico statunitense († 1958)
- 1883 - Marie Noël, poetessa francese († 1967)
- 1883 - Maria Troncatti, religiosa italiana († 1969)
- 1884 - Robert J. Flaherty, regista statunitense († 1951)
- 1885 - Jimmy Lawrence, allenatore di calcio e calciatore scozzese († 1934)
- 1886 - Van Wyck Brooks, storico e critico letterario statunitense († 1963)
- 1886 - Andy Ducat, calciatore, allenatore di calcio e crickettista inglese († 1942)
- 1886 - Benvenuto Gioda, generale italiano († 1943)
- 1886 - Kim Tu-bong, politico nordcoreano († 1958)
- 1886 - Anna Rosemond, attrice statunitense († 1966)
- 1887 - Ernesto Carpano Maglioli, avvocato e politico italiano († 1955)
- 1887 - Kathleen Clifford, attrice statunitense († 1962)
- 1887 - Benvenuto Maria Disertori, musicologo e incisore italiano († 1969)
- 1887 - Jesse Oldendorf, ammiraglio statunitense († 1974)
- 1888 - Abdesalam Bennuna, scrittore e giornalista marocchino († 1935)
- 1889 - Domenico Albergo, politico italiano († 1971)
- 1889 - Archibald Walter Buckle, militare britannico († 1927)
- 1889 - Hans Cürlis, regista e produttore cinematografico tedesco († 1982)
- 1889 - Pavel Efimovič Dybenko, rivoluzionario, politico e generale sovietico († 1938)
- 1889 - Antonio Era, giurista italiano († 1961)
- 1889 - Georg von Grimpe, zoologo tedesco († 1936)
- 1889 - Mario Riccoboni, velocista italiano († 1968)
- 1890 - Makonnen Endelkachew, militare etiope († 1963)
- 1890 - Adalgiso Ferraris, compositore e pianista italiano († 1968)
- 1890 - Francesco de Pinedo, aviatore e generale italiano († 1933)
- 1891 - Filippo Burzio, giornalista, ingegnere e politologo italiano († 1948)
- 1891 - Hans F.K. Günther, antropologo tedesco († 1968)
- 1891 - Gilda Pansiotti, pittrice italiana († 1986)
- 1891 - Pietro Parente, cardinale, arcivescovo cattolico e teologo italiano († 1986)
- 1892 - Joaquín Anselmo María Albareda y Ramoneda, cardinale spagnolo († 1966)
- 1892 - Carl Auen, attore tedesco († 1970)
- 1892 - Armando Fizzarotti, regista, sceneggiatore e fotografo italiano († 1966)
- 1892 - Irzio Luigi Magliacani, vescovo cattolico italiano († 1976)
- 1892 - Sybill Morel, attrice tedesca († 1942)
- 1892 - Gilbert Pratt, regista, sceneggiatore e attore statunitense († 1954)
- 1892 - Ruggero Timeus, saggista e scrittore italiano († 1915)
- 1893 - Katharine Cornell, attrice teatrale e scrittrice statunitense († 1974)
- 1893 - Emil Dorian, poeta, scrittore e medico rumeno († 1956)
- 1893 - Julian Grobelny, attivista polacco († 1944)
- 1893 - Michail Nikolaevič Tuchačevskij, generale sovietico († 1937)
- 1895 - John Carnegie, XII conte di Northesk, nobile scozzese († 1975)
- 1895 - Vernon Dent, attore statunitense († 1963)
- 1895 - John Giles, criminale statunitense († 1979)
- 1895 - William Gilmore, canottiere statunitense († 1969)
- 1895 - Charles Graham, attore statunitense († 1943)
- 1895 - Gonzalo Güell, avvocato, politico e diplomatico cubano († 1985)
- 1895 - Charles du Paty de Clam, militare francese († 1948)
- 1896 - Eugénie Blanchard, supercentenaria francese († 2010)
- 1896 - Giuseppe Carli, militare italiano († 1915)
- 1896 - Roberto Chery, calciatore uruguaiano († 1919)
- 1897 - Orlando De Tommaso, militare italiano († 1943)
- 1897 - Cecilia Hansen, violinista russa († 1989)
- 1897 - Wei Lihuang, generale e politico cinese († 1960)
- 1899 - Leland Fuller, scenografo statunitense († 1962)
- 1900 - Nasrollah Entezam, politico, funzionario e diplomatico iraniano († 1980)
- 1900 - Albert Hackett, attore e sceneggiatore statunitense († 1990)
- 1900 - Albert Öijermark, calciatore svedese († 1976)

## XX secolo(946)
- 1901 - Ernst Bantle, calciatore tedesco († 1978)
- 1901 - Fernando Maria Brignoli, poeta e politico italiano († 1970)
- 1901 - Heinrich Gley, militare tedesco († 1985)
- 1901 - Medardo Griotto, antifascista italiano († 1943)
- 1901 - Tito Manlio, paroliere italiano († 1972)
- 1901 - Chester Morris, attore statunitense († 1970)
- 1901 - Mario Pei, linguista e filologo statunitense († 1978)
- 1902 - Cayetano Córdova Iturburu, scrittore, poeta e giornalista argentino († 1977)
- 1902 - George Decker, generale statunitense († 1980)
- 1902 - Carlo Diano, filosofo, grecista e filologo classico italiano († 1974)
- 1902 - Bernard Lenoble, calciatore francese († 1997)
- 1902 - Delia Murphy, cantante irlandese († 1971)
- 1902 - Luciana Peverelli, giornalista, scrittrice e sceneggiatrice italiana († 1986)
- 1902 - Magdalena Radulescu, pittrice rumena († 1983)
- 1902 - Karl Saur, ingegnere e politico tedesco († 1966)
- 1902 - Zhang Yuzhe, astronomo cinese († 1986)
- 1903 - Edgar Bergen, attore e conduttore radiofonico statunitense († 1978)
- 1903 - Knud Harald Hannemann, compositore di scacchi danese († 1981)
- 1903 - Theo Schär, calciatore svizzero
- 1903 - Beniamino Segre, matematico italiano († 1977)
- 1904 - Attilio Alfieri, pittore italiano († 1992)
- 1904 - James Baskett, attore e cantante statunitense († 1948)
- 1904 - Josef Bühler, funzionario tedesco († 1948)
- 1904 - Karl Heinz Bürger, generale tedesco († 1988)
- 1904 - George Frost Kennan, diplomatico, storico e ambasciatore statunitense († 2005)
- 1904 - Ercole Patti, scrittore, giornalista e sceneggiatore italiano († 1976)
- 1904 - Carlo Torelli, politico italiano († 1994)
- 1905 - Paul Le Drogo, ciclista su strada, ciclocrossista e dirigente sportivo francese († 1966)
- 1905 - Onésimo Redondo Ortega, politico spagnolo († 1936)
- 1905 - Ezio Vettori, calciatore italiano
- 1906 - Eraldo Giunchi, attore italiano († 1956)
- 1906 - Colin Hardie, latinista, italianista e grecista britannico († 1998)
- 1906 - Vera Menchik, scacchista ceca († 1944)
- 1906 - Kastor Notter, ciclista su strada e ciclocrossista svizzero († 1950)
- 1906 - Tiberiu Popoviciu, matematico rumeno († 1975)
- 1907 - Adriano Chicco, scacchista, compositore di scacchi e avvocato italiano († 1990)
- 1907 - Dobroslav Chrobák, scrittore slovacco († 1951)
- 1907 - Giuseppe Pasquale, dirigente sportivo e produttore cinematografico italiano († 1978)
- 1907 - Fernando Previtali, direttore d'orchestra e compositore italiano († 1985)
- 1907 - László Rajcsányi, schermidore ungherese († 1992)
- 1908 - Giorgio Calza Bini, architetto e urbanista italiano († 1999)
- 1908 - Cesare Jones, calciatore italiano († 1995)
- 1908 - Machito, musicista cubano († 1984)
- 1908 - Heinrich Maier, presbitero e partigiano austriaco († 1945)
- 1908 - Tienno Pattacini, musicista, compositore e paroliere italiano († 1978)
- 1908 - Egidio Premiani, cestista italiano († 2002)
- 1908 - Guglielmo Righini, astronomo italiano († 1978)
- 1909 - Hugh Beaumont, attore statunitense († 1982)
- 1909 - Jeffrey Lynn, attore statunitense († 1995)
- 1909 - Rick e Mac McDonald, imprenditore statunitense († 1998)
- 1909 - Vicentino Michetti, disegnatore, scultore e imprenditore italiano († 1997)
- 1910 - Toni Benetton, scultore italiano († 1996)
- 1910 - Hilyard M. Brown, scenografo statunitense († 2002)
- 1910 - Elio Chianesi, partigiano italiano († 1944)
- 1910 - Evgenij Kirillovič Golubev, compositore russo († 1988)
- 1910 - Eligio Vecchi, calciatore e allenatore di calcio italiano († 1968)
- 1910 - Alfredo Welby, calciatore italiano († 1998)
- 1911 - Keith Gledhill, tennista statunitense († 1999)
- 1911 - Pino Mercanti, regista e sceneggiatore italiano († 1986)
- 1912 - Gian Carlo Testoni, paroliere e giornalista italiano († 1965)
- 1913 - Albert Frey, militare tedesco († 2003)
- 1913 - Guido Landra, antropologo italiano († 1980)
- 1913 - Hermann Schild, ciclista su strada tedesco († 2006)
- 1913 - Josef Schmied, militare tedesco († 1972)
- 1914 - Manuel Fernández, calciatore spagnolo († 1961)
- 1914 - Corrado Gelli, politico italiano († 1981)
- 1914 - Aleksandr Isaakovič Kitajgorodskij, fisico sovietico († 1985)
- 1914 - Fulvio Setti, militare, aviatore e ostacolista italiano († 1991)
- 1915 - Tommaso Palamidessi, astrologo e esoterista italiano († 1983)
- 1915 - Siegfried Purner, pallamanista austriaco († 1944)
- 1915 - Michael Relph, produttore cinematografico, regista e sceneggiatore britannico († 2004)
- 1915 - Wang Hongbin, cestista cinese
- 1915 - Aleardo Ward, attore italiano († 1973)
- 1915 - Hans-Rudolf Wiedemann, pediatra e scrittore tedesco († 2006)
- 1916 - Julien Darui, calciatore e allenatore di calcio francese († 1987)
- 1916 - Bill Doggett, pianista statunitense († 1996)
- 1916 - Tommy O'Brien, cestista statunitense († 1955)
- 1916 - Giorgio Saviane, scrittore italiano († 2000)
- 1916 - Alberto Sorrentino, attore italiano († 1994)
- 1916 - Dương Văn Minh, politico e generale vietnamita († 2001)
- 1917 - John Bonica, medico e wrestler statunitense († 1994)
- 1917 - Chung Nam-sik, allenatore di calcio e calciatore sudcoreano († 2005)
- 1917 - Luigi De Laurentiis, produttore cinematografico italiano († 1992)
- 1917 - Pierre Deniker, medico francese († 1998)
- 1917 - George N. Neise, attore statunitense († 1996)
- 1918 - Achille Castiglioni, architetto e designer italiano († 2002)
- 1919 - Renato Marchiaro, calciatore e partigiano italiano († 2017)
- 1920 - Luigi Abeni, calciatore italiano († 2000)
- 1920 - Vera Bergman, attrice tedesca († 1971)
- 1920 - Bill Coven, cestista statunitense († 1998)
- 1920 - Tony Crook, pilota automobilistico britannico († 2014)
- 1920 - Walt Faulkner, pilota automobilistico statunitense († 1956)
- 1920 - Anna Mae Hays, generale statunitense († 2018)
- 1920 - Francesco Moranino, partigiano e politico italiano († 1971)
- 1920 - William Edward Murray, vescovo cattolico australiano († 2013)
- 1920 - Paul Rigaumont, pallanuotista belga († 1960)
- 1920 - Michail Abramovič Švejcer, regista cinematografico sovietico († 2000)
- 1921 - Jean Behra, pilota motociclistico e pilota automobilistico francese († 1959)
- 1921 - Hua Guofeng, politico cinese († 2008)
- 1921 - Harold Kelley, sociologo e psicologo statunitense († 2003)
- 1921 - Basso Ragni, pittore italiano († 1979)
- 1921 - Paolo Mario Rossi, politico italiano († 1995)
- 1921 - James Patrick Shannon, vescovo cattolico statunitense († 2003)
- 1921 - Rubes Triva, politico italiano († 2001)
- 1921 - Vera-Ellen, ballerina e attrice statunitense († 1981)
- 1922 - Ramón Abella, pallanuotista uruguaiano († 1989)
- 1922 - Claude Couinaud, chirurgo e anatomista francese († 2008)
- 1922 - Geraint Evans, basso-baritono britannico († 1992)
- 1922 - Stephen Macknowski, canoista statunitense († 2013)
- 1922 - Ariodante Marianni, poeta, traduttore e pittore italiano († 2007)
- 1922 - Luigi Meneghello, partigiano e scrittore italiano († 2007)
- 1922 - Joseph Mermans, calciatore belga († 1996)
- 1922 - Lino Oldoini, calciatore italiano
- 1922 - Franco Pian, calciatore italiano († 2019)
- 1922 - Heinz-Wolfgang Schnaufer, aviatore tedesco († 1950)
- 1922 - Mário Simas, nuotatore portoghese († 2015)
- 1922 - Hans Zoller, bobbista svizzero († 2020)
- 1923 - Angelo Arrigoni, rugbista a 15 italiano († 2014)
- 1923 - Bela Palfi, calciatore e allenatore di calcio jugoslavo († 1995)
- 1923 - Vincenzo Rossello, ciclista su strada italiano († 1989)
- 1923 - Alfred Stork, militare tedesco († 2018)
- 1923 - Samuel Willenberg, scultore, scrittore e superstite dell'Olocausto polacco († 2016)
- 1924 - Robert Amadou, scrittore e parapsicologo francese († 2006)
- 1924 - Annemarie Buchner, sciatrice alpina tedesca († 2014)
- 1924 - Moreno Cambi, calciatore italiano († 1985)
- 1924 - Orazio Costorella, partigiano italiano († 1944)
- 1924 - Ada Pace, pilota automobilistica e pilota motociclistica italiana († 2016)
- 1924 - Frank Saul, cestista statunitense († 2019)
- 1925 - Romolo Bizzotto, calciatore e allenatore di calcio italiano († 2017)
- 1925 - Marcello Castoldi, calciatore italiano
- 1925 - Ed Emshwiller, artista, illustratore e regista statunitense († 1990)
- 1925 - François-Xavier Ortoli, politico e funzionario francese († 2007)
- 1925 - Carlos Paredes, musicista e compositore portoghese († 2004)
- 1925 - Carlos Rivas, attore statunitense († 2003)
- 1925 - Koichiro Tomita, astronomo giapponese († 2006)
- 1926 - David Austin, botanico e scrittore britannico († 2018)
- 1926 - Gioacchino Calabrò, fantino e avvocato italiano († 2013)
- 1926 - Margot Frank, tedesca († 1945)
- 1926 - David Frankham, produttore televisivo, produttore cinematografico e attore britannico
- 1926 - John Schlesinger, regista, attore e sceneggiatore britannico († 2003)
- 1926 - Elemér Szathmáry, nuotatore ungherese († 1971)
- 1927 - Ludwig Averkamp, arcivescovo cattolico tedesco († 2013)
- 1927 - June Brown, attrice britannica († 2022)
- 1927 - Thadée Cisowski, calciatore polacco († 2005)
- 1927 - David Brion Davis, storico statunitense († 2019)
- 1927 - Juan Carlos Giménez, calciatore e allenatore di calcio argentino († 2000)
- 1927 - Alfredo Magarotto, vescovo cattolico italiano († 2021)
- 1927 - Eliseo Milani, politico italiano († 2004)
- 1928 - Poul Andersen, calciatore danese († 2010)
- 1928 - Pedro Casaldáliga Plá, vescovo cattolico e teologo spagnolo († 2020)
- 1928 - Allie B. Latimer, politica statunitense
- 1928 - Lucio Manisco, giornalista e politico italiano († 2025)
- 1928 - Eva-Ingeborg Scholz, attrice e doppiatrice tedesca († 2022)
- 1928 - Elías Yanes Álvarez, arcivescovo cattolico spagnolo († 2018)
- 1929 - Gerhard Hanappi, calciatore e architetto austriaco († 1980)
- 1929 - Christian Meier, storico tedesco
- 1929 - Charles Perrot, biblista e presbitero francese († 2013)
- 1929 - Peter Porter, poeta australiano († 2010)
- 1929 - Vincenzo Simonelli, avvocato e politico italiano († 2014)
- 1929 - Petko Sirakov, lottatore bulgaro († 1996)
- 1930 - Artenik Arabadžijan, cestista, allenatore di pallacanestro e arbitro di pallacanestro bulgaro († 2017)
- 1930 - Justinas Marcinkevičius, poeta e drammaturgo lituano († 2011)
- 1930 - Leopoldo Massimilla, ingegnere italiano († 1993)
- 1930 - Antonio Mion, ex calciatore italiano
- 1930 - Valentino Pasqualin, politico italiano († 1989)
- 1930 - Sergio Perticaroli, pianista italiano († 2019)
- 1930 - Jack Sears, pilota automobilistico britannico († 2016)
- 1931 - Otis Blackwell, cantautore, pianista e compositore statunitense († 2002)
- 1931 - Bobby Collins, calciatore e allenatore di calcio scozzese († 2014)
- 1931 - Bernie Geoffrion, hockeista su ghiaccio e allenatore di hockey su ghiaccio canadese († 2006)
- 1931 - Vincenzo Occhetta, calciatore e allenatore di calcio italiano († 2019)
- 1931 - George Sangmeister, politico statunitense († 2007)
- 1931 - Giovanni Sgrò, politico australiano († 2019)
- 1931 - Ken Takakura, attore giapponese († 2014)
- 1931 - Makoto Ōoka, poeta e critico letterario giapponese († 2017)
- 1932 - Aharon Appelfeld, scrittore e superstite dell'Olocausto israeliano († 2018)
- 1932 - William Aucamp, pallanuotista sudafricano († 1992)
- 1932 - Elizabeth Brown, storica statunitense († 2024)
- 1932 - Harry Goz, attore e doppiatore statunitense († 2003)
- 1932 - Jurij Valentinovič Grigor'ev, regista sovietico
- 1932 - Denis Houf, calciatore belga († 2012)
- 1932 - Ahmad Tejan Kabbah, politico sierraleonese († 2014)
- 1932 - Livia Livi, scultrice e poetessa italiana
- 1932 - Franco Miotto, alpinista italiano († 2020)
- 1932 - Antonio Ordóñez, torero spagnolo († 1998)
- 1932 - Vicente Iborra Richart, calciatore e allenatore di calcio spagnolo († 2020)
- 1932 - Gretchen Wyler, attrice, cantante e attivista statunitense († 2007)
- 1933 - Nancy Ekholm Burkert, illustratrice statunitense
- 1933 - Ljubomir Panov, cestista bulgaro († 2022)
- 1933 - Isaías Pimentel, tennista venezuelano († 2017)
- 1933 - Xia Meng, attrice e produttrice cinematografica hongkonghese († 2016)
- 1933 - Yoshishige Yoshida, regista e sceneggiatore giapponese († 2022)
- 1934 - Ken Brown, allenatore di calcio e ex calciatore inglese
- 1934 - Luigi Cascioli, saggista italiano († 2010)
- 1934 - Roberto Giannoni, scrittore e poeta italiano († 2016)
- 1934 - Toni Kinshofer, alpinista tedesco († 1964)
- 1934 - Mike Pinner, calciatore inglese († 2023)
- 1934 - Nikola Părčanov, calciatore bulgaro († 2014)
- 1935 - Brian Bedford, attore britannico († 2016)
- 1935 - Sonny Bono, cantante, produttore discografico e politico statunitense († 1998)
- 1935 - Edda Dell'Orso, cantante italiana
- 1935 - Georg Heibl, ex bobbista tedesco
- 1935 - Juan Piquer Simón, regista spagnolo († 2011)
- 1936 - Francesca Costa, ginnasta italiana († 1961)
- 1936 - Joe Frank Harris, politico statunitense
- 1936 - Carl Icahn, imprenditore statunitense
- 1936 - Eliahu Inbal, direttore d'orchestra israeliano
- 1936 - Jill Kinmont Boothe, sciatrice alpina statunitense († 2012)
- 1936 - Julio Casas Regueiro, generale e politico cubano († 2011)
- 1936 - Mauro Severino, regista e sceneggiatore italiano († 2022)
- 1936 - Fernando Ezequiel Solanas, regista e politico argentino († 2020)
- 1937 - Paul Bailey, scrittore, anglista e biografo britannico († 2024)
- 1937 - Valentin Bondarenko, aviatore e cosmonauta sovietico († 1961)
- 1937 - Jimmy Frizzell, allenatore di calcio e calciatore scozzese († 2016)
- 1937 - Bogdan Gonsior, ex schermidore polacco
- 1937 - Nur Hassan Hussein, politico e diplomatico somalo († 2020)
- 1937 - Jurij Manin, matematico sovietico († 2023)
- 1937 - Emilio Salaber, calciatore spagnolo († 2018)
- 1937 - Abraham Shemtov, rabbino e mistico russo
- 1937 - Barbara Szydłowska, cestista polacca († 2011)
- 1938 - William John Brennan, vescovo cattolico australiano († 2013)
- 1938 - Sammy Chapman, calciatore nordirlandese († 2019)
- 1938 - John Corigliano, compositore statunitense
- 1938 - Pedro De Ciancio, ex calciatore argentino
- 1938 - Lorenzo Pellizzari, saggista e critico cinematografico italiano († 2016)
- 1938 - Barry Primus, attore e regista statunitense
- 1939 - Adolfo Azcuna, magistrato e giurista filippino
- 1939 - Sergio Bianchetto, ex pistard e ciclista su strada italiano
- 1939 - Marinella Bortoluzzi, altista italiana († 2024)
- 1939 - Osvaldo Desideri, scenografo italiano († 2023)
- 1939 - David Griffiths, artista gallese
- 1939 - Angelo Infanti, attore italiano († 2010)
- 1939 - Czesław Niemen, compositore e cantautore polacco († 2004)
- 1939 - Vittorio Russo, allenatore di calcio e ex calciatore italiano
- 1940 - Alessandro Cortese, filosofo e traduttore italiano († 2007)
- 1940 - Roberto Innocenti, illustratore italiano
- 1940 - Salvatore Lo Presti, giornalista e saggista italiano († 2024)
- 1940 - Raymond Riotte, ex ciclista su strada francese
- 1940 - Hannelore Schmatz, alpinista tedesca († 1979)
- 1940 - Leon Ware, cantante, produttore discografico e paroliere statunitense († 2017)
- 1941 - Vitalij Kuznecov, judoka sovietico († 2011)
- 1941 - Andrzej Perka, ex cestista polacco
- 1941 - Felipe Ruvalcaba, calciatore messicano († 2019)
- 1942 - Ken Broderick, hockeista su ghiaccio canadese († 2016)
- 1942 - Benno Patt, ex sciatore alpino norvegese
- 1942 - Sandro Spinsanti, psicologo italiano
- 1942 - Giōrgos Trontzos, ex cestista e allenatore di pallacanestro greco
- 1942 - Richard Williams, allenatore di tennis statunitense
- 1943 - Cristián Caro Cordero, arcivescovo cattolico cileno
- 1943 - Anthony Dowell, ex ballerino e direttore artistico britannico
- 1943 - Lars Heineman, ex calciatore svedese
- 1943 - Anatolij Orel, politico e diplomatico ucraino
- 1943 - Teri Ralston, attrice e cantante statunitense
- 1944 - Gualtiero Bertelli, cantautore italiano
- 1944 - Dieter Brenninger, ex calciatore tedesco
- 1944 - Richard Ford, scrittore statunitense
- 1944 - Regine Heitzer, ex pattinatrice artistica su ghiaccio austriaca
- 1944 - Ondrej Hekel, sollevatore cecoslovacco († 2009)
- 1944 - Sigiswald Kuijken, violinista, violista e direttore d'orchestra belga
- 1944 - António Mascarenhas Monteiro, politico capoverdiano († 2016)
- 1944 - Chauncey Steele III, ex tennista statunitense
- 1945 - Semën Belic-Gejman, ex nuotatore sovietico
- 1945 - Jeremy Bulloch, attore britannico († 2020)
- 1945 - Julio Morales, calciatore uruguaiano († 2022)
- 1945 - Lukša Poklepović, calciatore jugoslavo († 2022)
- 1945 - August Starek, allenatore di calcio e ex calciatore austriaco
- 1946 - Giorgio Biasiolo, ex calciatore italiano
- 1946 - Guido Columba, giornalista e sindacalista italiano († 2018)
- 1946 - Laurie Mains, ex rugbista a 15, allenatore di rugby a 15 e dirigente sportivo neozelandese
- 1946 - Leszek Wodzyński, ostacolista polacco († 1999)
- 1946 - Oleksandr Šaparenko, ex canoista sovietico
- 1947 - José María Cañizares, golfista spagnolo
- 1947 - Ivajlo Kirov, cestista bulgaro († 2010)
- 1947 - Giorgio Lopez, attore, doppiatore e direttore del doppiaggio italiano († 2021)
- 1947 - Franz West, artista austriaco († 2012)
- 1948 - Claudio Asta, politico italiano
- 1948 - Angelo Calisti, ex calciatore italiano
- 1948 - Troy Evans, attore statunitense
- 1948 - Ladislav Hučko, vescovo cattolico slovacco († 2025)
- 1948 - Harry Kip, ex cestista olandese
- 1948 - James Edward Pough, criminale statunitense († 1990)
- 1948 - Robert Seyfarth, etologo e scrittore statunitense
- 1948 - Eckhart Tolle, scrittore e oratore tedesco
- 1948 - Armando Trasarti, vescovo cattolico italiano
- 1948 - Piet de Zwarte, ex pallanuotista olandese
- 1949 - Renzo Bariviera, ex cestista italiano
- 1949 - Maria Björnson, scenografa e costumista francese († 2002)
- 1949 - Concetta D'Angeli, scrittrice, saggista e critica letteraria italiana
- 1949 - Marc de Jonge, attore francese († 1996)
- 1949 - Dominique Loiseau, orologiaio francese († 2013)
- 1949 - Luciano Roffi, attore, doppiatore e dialoghista italiano
- 1949 - Friedrich Schneider, economista e docente austriaco
- 1949 - John Tams, cantautore, attore e produttore discografico britannico
- 1950 - R.D. Call, attore statunitense († 2020)
- 1950 - Paolo Giaccio, giornalista, autore televisivo e produttore televisivo italiano († 2019)
- 1950 - Jorge Massó, ex calciatore cubano
- 1950 - Todd McCarthy, critico cinematografico, scrittore e regista statunitense
- 1950 - Hanuman Singh, ex cestista indiano
- 1950 - Costanza Afan de Rivera Costaguti, nobildonna e filantropa italiana († 2020)
- 1951 - Franz-Josef Bode, vescovo cattolico e teologo tedesco
- 1951 - Giuseppe Buttari, ex ostacolista italiano
- 1951 - Gian Carlo Corada, politico e storico italiano
- 1951 - Larry Finch, cestista e allenatore di pallacanestro statunitense († 2011)
- 1951 - William Katt, attore statunitense
- 1951 - Pietro Laureano, architetto e urbanista italiano
- 1951 - Juan Carlos Oblitas, allenatore di calcio e ex calciatore peruviano
- 1951 - Keith Pointer, ex calciatore inglese
- 1951 - Federico Righi, ex calciatore italiano
- 1951 - Alain Rousset, politico francese
- 1951 - Greg Selinger, politico canadese
- 1951 - Allan Svensson, attore svedese († 2024)
- 1951 - Bob Wylie, ex giocatore di football americano e allenatore di football americano statunitense
- 1952 - John Feaver, ex tennista britannico
- 1952 - Gustavo Fernández, ex calciatore uruguaiano
- 1952 - James Ingram, cantante e compositore statunitense († 2019)
- 1952 - Jan Kerouac, scrittrice statunitense († 1996)
- 1952 - Dariusz Kwiatkowski, cestista polacco († 2016)
- 1952 - Francesca Michelotti, politica sammarinese
- 1953 - John Bradbury, batterista e produttore discografico britannico († 2015)
- 1953 - Neal Dunn, politico statunitense
- 1953 - Baby Etchecopar, conduttore radiofonico e conduttore televisivo argentino
- 1953 - Faustino Fernández Ovies, ex ciclista su strada spagnolo
- 1953 - Leighton James, calciatore e allenatore di calcio gallese († 2024)
- 1953 - Lanny McDonald, ex hockeista su ghiaccio canadese
- 1953 - Evi Mittermaier, ex sciatrice alpina tedesca
- 1953 - Gian Mario Spacca, politico italiano
- 1953 - Jaakko Teppo, cantautore finlandese († 2024)
- 1953 - Roberta Williams, autrice di videogiochi statunitense
- 1953 - Zamira Zaytseva, ex mezzofondista sovietica
- 1954 - Gloria Banditelli, mezzosoprano italiano
- 1954 - Iain Banks, scrittore scozzese († 2013)
- 1954 - Gianni Canova, critico cinematografico, autore televisivo e direttore artistico italiano
- 1954 - Mario D'Aleo, carabiniere italiano († 1983)
- 1954 - Amedeo Goria, giornalista e conduttore televisivo italiano
- 1954 - Margaux Hemingway, attrice e supermodella statunitense († 1996)
- 1954 - Stuart John Parker, ex calciatore britannico
- 1954 - Gianpaolo Silvestri, politico e giornalista italiano († 2024)
- 1954 - Maria Ștefan, ex canoista romena
- 1955 - Bradley Byrne, politico statunitense
- 1955 - Pierre Durand, cavaliere francese
- 1955 - Emine Erdoğan, first lady turca
- 1955 - Ana María Gandarillas, ex cestista e ex pallavolista boliviana
- 1955 - Pietro Gorini, autore televisivo, umorista e enigmista italiano
- 1955 - Claudio Pellegrini, ex calciatore italiano
- 1955 - Steve Roach, musicista e compositore statunitense
- 1955 - Jonathan Stark, attore, sceneggiatore e produttore televisivo statunitense
- 1956 - Gian Piero Alloisio, cantautore e drammaturgo italiano
- 1956 - Carlos Aragonés, allenatore di calcio e ex calciatore boliviano
- 1956 - Maurizio Fabbri, attore, regista e cantante italiano
- 1956 - Paul Gilroy, storico e sociologo britannico
- 1956 - Gérard Kautai, allenatore di calcio e ex calciatore francese
- 1956 - Nikolaj Kolesov, calciatore russo († 1998)
- 1956 - Stein Kollshaugen, ex calciatore norvegese
- 1956 - Sandro Larenas, attore e doppiatore cileno
- 1956 - Lew Massey, cestista statunitense († 2014)
- 1956 - Rina Mor, ex modella e avvocato israeliana
- 1956 - Bodo Ramelow, politico tedesco
- 1956 - Piero Valenti, ex cestista italiano
- 1956 - Vincent Ward, regista, attore e sceneggiatore neozelandese
- 1956 - Joseph Anthony Zziwa, vescovo cattolico ugandese
- 1957 - Joe Aquilina, ex calciatore maltese
- 1957 - Cloris Brosca, personaggio televisivo e attrice italiana
- 1957 - LeVar Burton, attore e regista statunitense
- 1957 - Malcolm Shotton, allenatore di calcio e ex calciatore inglese
- 1958 - Andrij Bal', allenatore di calcio e calciatore ucraino († 2014)
- 1958 - Carla Barnett, economista e politica beliziana
- 1958 - Alessandro Bertolazzi, truccatore italiano
- 1958 - Alberto Górriz, ex calciatore spagnolo
- 1958 - Nobutoshi Kaneda, ex calciatore giapponese
- 1958 - Lisa Loring, attrice statunitense († 2023)
- 1958 - Ice-T, rapper, attore e produttore discografico statunitense
- 1958 - Oscar Schmidt, ex cestista brasiliano
- 1958 - Lois Pereiro, poeta e scrittore spagnolo († 1996)
- 1958 - Paul Randall, ex calciatore inglese
- 1958 - John Totleben, illustratore e fumettista statunitense
- 1958 - Herb Williams, ex cestista e allenatore di pallacanestro statunitense
- 1958 - Ricardo Ycaza, ex tennista ecuadoriano
- 1958 - Kjell Ytterdahl, giocatore di calcio a 5 e calciatore norvegese
- 1958 - Maurizio Zanolla, arrampicatore e alpinista italiano
- 1959 - Ken Buck, politico statunitense
- 1959 - Chico Díaz, attore messicano
- 1959 - Hazelle Goodman, attrice trinidadiana
- 1959 - Gordon Herbert, allenatore di pallacanestro e ex cestista canadese
- 1959 - John McEnroe, ex tennista, allenatore di tennis e commentatore televisivo statunitense
- 1959 - Art'owr Mkrtčyan, politico karabakho († 1992)
- 1959 - Maurizio Perego, ex rugbista a 15 italiano
- 1959 - Aza Petrović, ex cestista e allenatore di pallacanestro jugoslavo
- 1959 - Tony Simms, ex cestista canadese
- 1959 - Richard Steinmetz, attore statunitense
- 1959 - Kelly Tripucka, ex cestista statunitense
- 1959 - Michael White, scrittore britannico († 2018)
- 1960 - Abdullah Al-Buloushi, ex calciatore kuwaitiano
- 1960 - Ol'ga Antonova, ex velocista sovietica
- 1960 - Rosaria Capacchione, giornalista e politica italiana
- 1960 - Valerio Donnianni, ex tiratore a segno italiano
- 1960 - Alejandro Ganzábal, ex tennista argentino
- 1960 - Mowafak Ibrahim, ex giocatore di calcio a 5 egiziano
- 1960 - Reiner Maurer, allenatore di calcio e ex calciatore tedesco
- 1960 - Alfredo Núñez, calciatore cileno († 2008)
- 1960 - Antonio Ravot, allenatore di calcio e ex calciatore italiano
- 1960 - Pete Willis, chitarrista e compositore britannico
- 1960 - Luciano Zerbini, discobolo e pesista italiano
- 1960 - Vincenzo De Falco, scrittore, regista e drammaturgo italiano
- 1961 - Simon Bowman, attore teatrale, cantante e attore televisivo britannico
- 1961 - Brett Brown, ex cestista, allenatore di pallacanestro e dirigente sportivo statunitense
- 1961 - Massimo Colombo, pianista e compositore italiano
- 1961 - Luigino Dal Prà, ex calciatore italiano
- 1961 - Elena Golovina, ex biatleta sovietica
- 1961 - Masaya Hokazono, fumettista e sceneggiatore giapponese
- 1961 - Bona Mangangu, scrittore della Repubblica Democratica del Congo
- 1961 - Eric Red, regista cinematografico e sceneggiatore statunitense
- 1961 - Maritza Sayalero, modella venezuelana
- 1961 - Jörg Schmidt, canoista tedesco († 2022)
- 1961 - Andy Taylor, chitarrista, cantante e produttore discografico britannico
- 1961 - Sōtīrios Zarianopoulos, politico greco
- 1962 - John Balance, cantante, compositore e musicista britannico († 2004)
- 1962 - Hugo Castañeira, dirigente sportivo e giocatore di calcio a 5 argentino († 2021)
- 1962 - Doug Chiang, effettista e scenografo taiwanese
- 1962 - Ignat Danil'cev, attore, artista e fotografo russo
- 1962 - Alessandro Fusco, ex rugbista a 15 e allenatore di rugby a 15 italiano
- 1962 - Sonia Gardner, imprenditrice e manager statunitense
- 1962 - Alejandro Hisis, ex calciatore cileno
- 1962 - Alexa Kenin, attrice statunitense († 1985)
- 1962 - Hirokazu Sasaki, ex calciatore giapponese
- 1963 - Claudio Amendola, attore, conduttore televisivo e regista italiano
- 1963 - Daniele Bigliardo, fumettista italiano
- 1963 - Massimo Ciancimino, imprenditore italiano
- 1963 - Annalisa Coltorti, ex schermitrice italiana
- 1963 - Paolo Di Cioccio, oboista e compositore italiano († 2024)
- 1963 - Roberto Galia, allenatore di calcio e ex calciatore italiano
- 1963 - Ines Geißler, ex nuotatrice tedesca
- 1963 - Pierre Guichot, ex schermidore francese
- 1963 - Giovanni Loseto, dirigente sportivo, allenatore di calcio e ex calciatore italiano
- 1963 - Paola Marella, architetta, designer e conduttrice televisiva italiana († 2024)
- 1963 - Forrest McKenzie, ex cestista statunitense
- 1963 - Larisa Michal'čenko, ex discobola ucraina
- 1963 - Aleksandr Razborov, matematico russo
- 1963 - Antonio Serra, fumettista italiano
- 1963 - Faran Tahir, attore statunitense
- 1964 - Bebeto, politico e ex calciatore brasiliano
- 1964 - Josette Bushell-Mingo, attrice e cantante svedese
- 1964 - Christopher Eccleston, attore britannico
- 1964 - Valentina Egorova, ex maratoneta russa
- 1964 - Catharina Glassér-Bjerner, ex sciatrice alpina svedese
- 1964 - Sean Lau, attore cinese
- 1964 - Renzo Masoero, politico italiano
- 1964 - Max Morinière, ex velocista francese
- 1964 - Craig Neal, ex cestista, allenatore di pallacanestro e dirigente sportivo statunitense
- 1964 - Richard Rellford, ex cestista statunitense
- 1964 - Sören Tallhem, ex pesista svedese
- 1964 - Hein Vanhaezebrouck, allenatore di calcio belga
- 1965 - Adama Barrow, politico gambiano
- 1965 - Jan Peter Bremer, scrittore tedesco
- 1965 - Clifford Charlton, ex giocatore di football americano statunitense
- 1965 - Robert Ėmmijan, ex lunghista sovietico
- 1965 - Roberto Esparza, ex calciatore messicano
- 1965 - Michele Fioroni, manager e ex tennista italiano
- 1965 - Ted Gregory, ex giocatore di football americano statunitense
- 1965 - Barbara Kappel, politica austriaca
- 1965 - Dave Lombardo, batterista statunitense
- 1965 - Alberto Marcheselli, giurista italiano
- 1965 - Pasquale Minuti, allenatore di calcio e ex calciatore italiano
- 1965 - Martin Nessley, ex cestista statunitense
- 1965 - Lucinda Riley, scrittrice e attrice nordirlandese († 2021)
- 1965 - Valérie Trierweiler, giornalista francese
- 1965 - Michael Westphal, tennista tedesco († 1991)
- 1966 - Carlos Arroyo Ayala, ex calciatore spagnolo
- 1966 - Carlo Berretta, attore italiano
- 1966 - Wojciech Kurpiewski, canoista polacco († 2016)
- 1966 - Noureddine Moukrim, ex calciatore marocchino
- 1966 - Peter Neustädter, ex calciatore kazako
- 1966 - Vítor Paneira, allenatore di calcio e ex calciatore portoghese
- 1966 - Niklas Zennström, imprenditore e filantropo svedese
- 1967 - Henrik Forsberg, ex sciatore nordico svedese
- 1967 - A Guy Called Gerald, produttore discografico e disc jockey inglese
- 1967 - Shun'ichi Ikenoue, ex calciatore giapponese
- 1967 - Johnny Keur, ex giocatore di calcio a 5 olandese
- 1967 - Gary Leonard, ex cestista statunitense
- 1967 - Laura Mattarella, avvocata italiana
- 1967 - Eluned Morgan, baronessa Morgan di Ely, politica gallese
- 1967 - Gaby Nestler, ex fondista tedesca orientale
- 1967 - Venanzio Postiglione, giornalista italiano
- 1968 - Warren Ellis, fumettista, giornalista e scrittore britannico
- 1968 - Alain Feutrier, ex sciatore alpino francese
- 1968 - Jeffrey Ford, montatore statunitense
- 1968 - Franz Hotz, ex ciclista su strada svizzero
- 1968 - Normunds Sējējs, dirigente sportivo, ex hockeista su ghiaccio e allenatore di hockey su ghiaccio lettone
- 1968 - Adina-Ioana Vălean, politica rumena
- 1968 - Olena Žyrko, ex cestista ucraina
- 1969 - Fermín Cacho, ex mezzofondista spagnolo
- 1969 - Gangrel, wrestler statunitense
- 1969 - Jurijs Hudjakovs, ex calciatore lettone
- 1969 - Anne Igartiburu, conduttrice televisiva spagnola
- 1969 - Roman Kutuzov, generale russo († 2022)
- 1969 - Dimas Teixeira, ex calciatore portoghese
- 1970 - Mark Atkinson, ex calciatore neozelandese
- 1970 - Angelo Cipolloni, ex velocista italiano
- 1970 - Ichiko, cantante e compositrice giapponese
- 1970 - Jang Yoon-jeong, modella sudcoreana
- 1970 - Vladan Lukić, ex calciatore jugoslavo
- 1970 - Lorenzo Morón, allenatore di calcio e ex calciatore spagnolo
- 1970 - Nailea Norvind, attrice messicana
- 1970 - Angelo Peruzzi, ex calciatore italiano
- 1970 - Thomas Poulsen, ex canottiere danese
- 1970 - Alicia Rio, attrice pornografica messicana († 2022)
- 1970 - Maurizio Rossi, allenatore di calcio e ex calciatore italiano
- 1970 - Amos Rota, ex mezzofondista italiano
- 1970 - Peter Schlickenrieder, dirigente sportivo e ex fondista tedesco
- 1970 - Tabitha Stevens, ex attrice pornografica e regista statunitense
- 1970 - Armand Van Helden, musicista, disc jockey e produttore discografico statunitense
- 1971 - Sabrina Corabi, attrice italiana
- 1971 - Amanda Holden, attrice, personaggio televisivo e cantante britannica
- 1971 - John Merricks, velista britannico († 1997)
- 1971 - Mario Nobili, ex hockeista su ghiaccio canadese
- 1971 - Paolo Poggi, dirigente sportivo e ex calciatore italiano
- 1972 - Jerome Bettis, ex giocatore di football americano statunitense
- 1972 - Grit Breuer, ex velocista tedesca
- 1972 - Vicki Butler-Henderson, conduttrice televisiva e giornalista britannica
- 1972 - Sarah Clarke, attrice statunitense
- 1972 - Dirk Dier, ex tennista tedesco
- 1972 - Adrián Laborda, ex cestista uruguaiano
- 1972 - Okary Lenderborg, ex cestista dominicano
- 1972 - Steven Molaro, sceneggiatore e produttore televisivo statunitense
- 1972 - Naomi Nishida, attrice e modella giapponese
- 1972 - Sabina Panzanini, ex sciatrice alpina italiana
- 1972 - Mychajlo Podoljak, funzionario e giornalista ucraino
- 1972 - Orlando Prado, ex calciatore peruviano
- 1972 - Margit Pörtner, giocatrice di curling danese († 2017)
- 1972 - David Rouzer, politico statunitense
- 1973 - DQ, cantante danese
- 1973 - Christian Bassedas, dirigente sportivo, allenatore di calcio e ex calciatore argentino
- 1973 - Cathy Freeman, ex velocista australiana
- 1973 - Vincenzo Frungillo, poeta italiano
- 1973 - Lindstrøm, musicista e disc jockey norvegese
- 1973 - Rebecca Lord, attrice pornografica francese
- 1973 - Pascal Maria, ex giudice di tennis francese
- 1973 - Luís Montenegro, politico portoghese
- 1973 - Tania Scacchetti, sindacalista italiana
- 1973 - Ryūji Tabuchi, ex calciatore giapponese
- 1973 - Gianluca Valoti, dirigente sportivo e ex ciclista su strada italiano
- 1973 - Yoon Jong-hwan, allenatore di calcio e ex calciatore sudcoreano
- 1973 - Harald Zingerle, ex hockeista su ghiaccio italiano
- 1974 - Tisir Al-Antaif, ex calciatore saudita
- 1974 - Mahershala Ali, attore statunitense
- 1974 - Jean de Azevedo, pilota motociclistico brasiliano
- 1974 - José Dominguez, allenatore di calcio e ex calciatore portoghese
- 1974 - Fanīs Katergiannakīs, ex calciatore greco
- 1974 - Tomasz Kucharski, ex canottiere polacco
- 1974 - Olgierd Moskalewicz, ex calciatore polacco
- 1974 - Nico Ramírez, ex calciatore messicano
- 1974 - Vasilīs Samaras, ex calciatore greco
- 1975 - Nanase Aikawa, cantante giapponese
- 1975 - Andrea Diana, allenatore di pallacanestro italiano
- 1975 - Cédric Gohy, schermidore belga
- 1975 - Jersson González, ex calciatore colombiano
- 1975 - Israel González, allenatore di pallacanestro spagnolo
- 1975 - Angel Grau Rodriguez, pilota motociclistico spagnolo
- 1975 - Vanina Ickx, pilota automobilistica belga
- 1975 - Sandro Lo Piccolo, mafioso italiano
- 1975 - Lorin Morgan-Richards, scrittore, poeta e fumettista statunitense
- 1975 - Christakīs Pasialīs, ex calciatore cipriota
- 1975 - Rustamhodza Rahimov, ex pugile tedesco
- 1976 - Alex Braga, conduttore televisivo e conduttore radiofonico italiano
- 1976 - Hnat Domenichelli, dirigente sportivo e ex hockeista su ghiaccio canadese
- 1976 - Kyo, cantante e poeta giapponese
- 1976 - Lazaros Loizidis, lottatore greco
- 1976 - Dragan Mladenović, ex calciatore serbo
- 1976 - Richard Núñez, ex calciatore uruguaiano
- 1976 - Keith O'Neill, ex calciatore irlandese
- 1976 - Joe Odagiri, attore giapponese
- 1976 - Rodgers Rop, ex maratoneta keniota
- 1976 - Henrik Rydström, allenatore di calcio e ex calciatore svedese
- 1976 - Tuomas Sammelvuo, allenatore di pallavolo e ex pallavolista finlandese
- 1976 - Yari Selvetella, scrittore e giornalista italiano
- 1976 - Andrea Tonti, dirigente sportivo e ex ciclista su strada italiano
- 1976 - Janet Varney, attrice, doppiatrice e conduttrice televisiva statunitense
- 1977 - William Abadie, attore francese
- 1977 - Jamie Amendolia, ex giocatore di calcio a 5 australiano
- 1977 - Dong Yanmei, ex mezzofondista cinese
- 1977 - David Fernández Domingo, ex ciclista su strada spagnolo
- 1977 - Ahman Green, ex giocatore di football americano e attore statunitense
- 1977 - Trina Jackson, ex nuotatrice statunitense
- 1977 - Pål Arne Johansen, allenatore di calcio e ex calciatore norvegese
- 1977 - Máximo Kirchner, politico argentino
- 1977 - Aleksej Morozov, ex hockeista su ghiaccio russo
- 1977 - Rodrigo Roncero, ex rugbista a 15 argentino
- 1977 - Hinako Saeki, attrice e modella giapponese
- 1977 - Sergej Stanislavovič Udal'cov, attivista e politico russo
- 1977 - Charles P. de Saint-Aignan, astronomo francese
- 1978 - Frédéric Amorison, dirigente sportivo e ex ciclista su strada belga
- 1978 - Gustavo Boccoli, ex calciatore brasiliano
- 1978 - Héctor Bracamonte, allenatore di calcio e ex calciatore argentino
- 1978 - Albert Duro, ex calciatore albanese
- 1978 - Nicolas Florentin, ex calciatore francese
- 1978 - Vala Flosadóttir, ex astista islandese
- 1978 - Tia Hellebaut, ex altista e multiplista belga
- 1978 - Eric Ladin, attore statunitense
- 1978 - Samar Nassar, ex nuotatrice giordana
- 1978 - Aikaterini Oikonomopoulou, pallanuotista greca
- 1978 - Diego Pozo, ex calciatore argentino
- 1978 - Alberto Rivera Pizarro, ex calciatore spagnolo
- 1978 - Tomas Tobé, politico svedese
- 1978 - Ekaterina Volkova, siepista russa
- 1979 - Vïtalïý Artemov, calciatore kazako († 2016)
- 1979 - Eugenio Bianchi, fisico italiano
- 1979 - Sara Caroli, ex pallavolista italiana
- 1979 - Stéphane Dalmat, ex calciatore francese
- 1979 - Zelg Galešić, artista marziale misto croato
- 1979 - Maki Kawanishi, schermitrice giapponese
- 1979 - Eric Mun, cantante, rapper e attore sudcoreano
- 1979 - Valentino Rossi, pilota motociclistico, pilota automobilistico e dirigente sportivo italiano
- 1979 - Simone Vanni, maestro di scherma e ex schermidore italiano
- 1980 - Fabio Biale, violinista e polistrumentista italiano
- 1980 - Leonardo Guerra Seràgnoli, regista, sceneggiatore e produttore cinematografico italiano
- 1980 - Jason Horton, ex giocatore di football americano statunitense
- 1980 - Peter Hudnut, pallanuotista statunitense
- 1980 - Jang Yun-jeong, conduttrice televisiva e cantante sudcoreana
- 1980 - Ashley Lelie, ex giocatore di football americano statunitense
- 1980 - Géraldine Nakache, attrice, regista e sceneggiatrice francese
- 1980 - Serhij Nazarenko, allenatore di calcio e ex calciatore ucraino
- 1980 - Vitalij Ošarov, schermidore ucraino
- 1980 - Longineu Parsons III, musicista statunitense
- 1981 - Olivier Deschacht, allenatore di calcio e ex calciatore belga
- 1981 - Susanna Kallur, ex ostacolista svedese
- 1981 - Vincenza Labriola, politica italiana
- 1981 - Jean-Sébastien Legros, allenatore di calcio e ex calciatore belga
- 1981 - Giovanni Nicchi, mafioso italiano
- 1981 - Edik' Sajaia, ex calciatore georgiano
- 1981 - Jaroslav Šedivec, dirigente sportivo e ex calciatore ceco
- 1981 - Matías Urbano, ex calciatore argentino
- 1981 - Narongchai Vachiraban, ex calciatore thailandese
- 1981 - Qyntel Woods, ex cestista statunitense
- 1982 - Anis Ayari, ex calciatore tunisino
- 1982 - Milica Dabović, cestista serba
- 1982 - Roland Dervishi, ex calciatore albanese
- 1982 - Lupe Fiasco, rapper e cantante statunitense
- 1982 - Bobbie Friberg da Cruz, allenatore di calcio e calciatore svedese
- 1982 - Neil Jones, ex calciatore neozelandese
- 1982 - Rickie Lambert, ex calciatore inglese
- 1982 - Lee Min-jung, attrice sudcoreana
- 1982 - Francesco Modesto, allenatore di calcio e ex calciatore italiano
- 1982 - Doug Nienhuis, ex giocatore di football americano statunitense
- 1982 - Edgar Pérez Greco, allenatore di calcio e ex calciatore venezuelano
- 1982 - Conway the Machine, rapper statunitense
- 1982 - Teri Reeves, attrice statunitense
- 1982 - Nena Ristić, modella, showgirl e attrice serba
- 1983 - Ustaritz Aldekoaotalora, ex calciatore spagnolo
- 1983 - Sashi Chalwe, ex calciatore zambiano
- 1983 - Quincy Davis, cestista taiwanese
- 1983 - Pietro De Giorgio, allenatore di calcio e ex calciatore italiano
- 1983 - Agyness Deyn, supermodella, attrice e musicista britannica
- 1983 - Dino Đulbić, ex calciatore bosniaco
- 1983 - Yony Flores, ex calciatore guatemalteco
- 1983 - Anthony Fuqua, ex cestista statunitense
- 1983 - Sherwin Leo George, calciatore dominicense
- 1983 - Dennis Jonsson, ex calciatore svedese
- 1983 - Toni Koskela, allenatore di calcio e ex calciatore finlandese
- 1983 - John Magaro, attore statunitense
- 1983 - Michael, ex calciatore brasiliano
- 1983 - Maurizio Micheluz, pilota motociclistico italiano
- 1983 - Tuomo Ruutu, hockeista su ghiaccio finlandese
- 1983 - Alessio Stamilla, calciatore italiano
- 1983 - Veselin Veselinov, cestista, allenatore di pallacanestro e dirigente sportivo bulgaro
- 1983 - Erika Vázquez, calciatrice spagnola
- 1983 - Daniel Welser, ex hockeista su ghiaccio austriaco
- 1984 - Youssouf Agnaou, ex calciatore marocchino
- 1984 - Sofia Arvidsson, ex tennista svedese
- 1984 - Sascha Boller, ex calciatore tedesco
- 1984 - Brent Bookwalter, ex ciclista su strada e ciclocrossista statunitense
- 1984 - Aleksandr Chorošilov, sciatore alpino russo
- 1984 - Mike Di Stefano, ex hockeista su ghiaccio canadese
- 1984 - Miloš Dimitrijević, ex calciatore serbo
- 1984 - Sokol Kacani, allenatore di calcio e ex calciatore albanese
- 1984 - Oussama Mellouli, ex nuotatore tunisino
- 1984 - Brad Poston, ex giocatore di football americano statunitense
- 1984 - Michał Przysiężny, ex tennista polacco
- 1985 - Khaled Al-Qahtani, calciatore kuwaitiano
- 1985 - Simon Francis, ex calciatore inglese
- 1985 - Larry Grant, giocatore di football americano statunitense
- 1985 - Brana Ilić, calciatore serbo
- 1985 - Kim Jin-kyu, ex calciatore sudcoreano
- 1985 - Blumio, rapper tedesco
- 1985 - Guillaume Le Floch, ciclista su strada francese
- 1985 - Kara Lindsay, attrice e cantante statunitense
- 1985 - Fabio Piscopiello, ex ciclista su strada italiano
- 1985 - Song Yoo-geol, ex calciatore sudcoreano
- 1985 - Lorenzo Sotomayor, pugile cubano
- 1985 - Brahim Taleb, siepista marocchino
- 1985 - Ron Vlaar, ex calciatore olandese
- 1985 - Teeratep Winothai, calciatore thailandese
- 1985 - Juliano Laurentino dos Santos, ex calciatore brasiliano
- 1986 - Walter Acevedo, ex calciatore argentino
- 1986 - Sandro Bloudek, allenatore di calcio e ex calciatore sloveno
- 1986 - Julio César Chávez Jr., pugile messicano
- 1986 - Ciprian Deac, calciatore rumeno
- 1986 - Diego Godín, ex calciatore uruguaiano
- 1986 - Cameron Jackson, ex attore pornografico ceco
- 1986 - Sergejs Kožans, allenatore di calcio e ex calciatore lettone
- 1986 - Pavel Malchárek, calciatore ceco
- 1986 - Luke Romano, rugbista a 15 neozelandese
- 1986 - Mauricio Sperduti, ex calciatore argentino
- 1986 - Hjálmar Þórarinsson, calciatore islandese
- 1986 - Shawne Williams, ex cestista statunitense
- 1986 - Willian Magrão, ex calciatore brasiliano
- 1986 - Nevin Yanıt, ostacolista turca
- 1986 - Renger van der Zande, pilota automobilistico olandese
- 1986 - Jessica von Bredow-Werndl, cavallerizza tedesca
- 1987 - Willy Aubameyang, ex calciatore francese
- 1987 - Luc Bourdon, hockeista su ghiaccio canadese († 2008)
- 1987 - Juan Francisco Guerra, allenatore di calcio e ex calciatore venezuelano
- 1987 - Ziggy Hood, giocatore di football americano statunitense
- 1987 - Calvin Jefford, calciatore britannico
- 1987 - Yuu Kashii, attrice e modella giapponese
- 1987 - Ionuț Larie, calciatore rumeno
- 1987 - Tommy Milone, giocatore di baseball statunitense
- 1987 - Ryōsuke Miura, attore e cantante giapponese
- 1987 - Jon Ossoff, politico e giornalista statunitense
- 1987 - Ștefan Pop, tenore rumeno
- 1987 - Aurélien Salmon, ex cestista francese
- 1987 - Hasheem Thabeet, cestista tanzaniano
- 1988 - Stipe Bačelić-Grgić, ex calciatore croato
- 1988 - Chris Butler, ex ciclista su strada statunitense
- 1988 - Kat Cammack, politica statunitense
- 1988 - Diego Capel, ex calciatore spagnolo
- 1988 - Steven Caple Jr., regista e sceneggiatore statunitense
- 1988 - Denílson Pereira Neves, ex calciatore brasiliano
- 1988 - Antonio Folletto, attore italiano
- 1988 - Vegard Forren, calciatore norvegese
- 1988 - Lloyd James, calciatore gallese
- 1988 - Kim Soo-hyun, attore, cantante e modello sudcoreano
- 1988 - Ricardo Laborde, ex calciatore colombiano
- 1988 - Oskars Melbārdis, bobbista lettone
- 1988 - Andrea Ranocchia, ex calciatore italiano
- 1988 - Zhang Jike, tennistavolista cinese
- 1989 - Maria, cantante bruneiana
- 1989 - Dan Einbinder, calciatore israeliano
- 1989 - Mū Kanazaki, calciatore giapponese
- 1989 - Johan Mårtensson, calciatore svedese
- 1989 - Elizabeth Olsen, attrice statunitense
- 1989 - Andy Plank, ex sciatore alpino italiano
- 1989 - Emily Scott, pattinatrice di short track statunitense
- 1989 - Nathaniël Will, calciatore olandese
- 1989 - Bojan Zogović, calciatore montenegrino
- 1989 - Alberto Zorzi, cavaliere italiano
- 1989 - Ria van Dyke, modella neozelandese
- 1990 - Nico Abegglen, ex calciatore svizzero
- 1990 - Jonas Ahlstrand, ex ciclista su strada e pistard svedese
- 1990 - Lauris Blaus, cestista lettone
- 1990 - Waraporn Boonsing, calciatrice thailandese
- 1990 - Giovanni Drenthe, calciatore surinamese
- 1990 - Balázs Erdélyi, pallanuotista ungherese
- 1990 - Nicol Gastaldi, ex sciatrice alpina argentina
- 1990 - Milan Kocić, calciatore sloveno
- 1990 - Liu Xiaotong, pallavolista cinese
- 1990 - Unai Medina, calciatore spagnolo
- 1990 - Trenton Robinson, giocatore di football americano statunitense
- 1990 - Yaqoob Abdul-Karim, calciatore omanita
- 1990 - Mamadou Samassa, calciatore francese
- 1990 - Nia Sanchez, modella statunitense
- 1990 - Hugo Soria, calciatore uruguaiano
- 1990 - Isaac Sosa, cestista portoricano
- 1990 - The Weeknd, cantautore, produttore discografico e attore canadese
- 1991 - Maurice Alexander, giocatore di football americano statunitense
- 1991 - Rodrigo Aliendro, calciatore argentino
- 1991 - Pavel Barėjša, martellista bielorusso
- 1991 - Mirsad Bektić, artista marziale misto statunitense
- 1991 - YFN Lucci, rapper statunitense
- 1991 - Terrence Boyd, calciatore tedesco
- 1991 - Gonzalo Camargo, ex calciatore uruguaiano
- 1991 - Sergio Canales, calciatore spagnolo
- 1991 - Pierpaolo Ficara, ciclista su strada e mountain biker italiano
- 1991 - Johnny Hall, calciatore samoano
- 1991 - Saddem Hmissi, pallavolista tunisino
- 1991 - Tat'jana Ivanova, slittinista russa
- 1991 - Kalvis Kalnins, karateka lettone
- 1991 - Michael Kessens, cestista svizzero
- 1991 - Scott Kevorken, pallavolista statunitense
- 1991 - Alexandra di Lussemburgo, principessa lussemburghese
- 1991 - Tadeusz Michalik, lottatore polacco
- 1991 - Patrik Nagy, calciatore ungherese
- 1991 - Hugo Nys, tennista francese
- 1991 - Paul Bonifacio Parkinson, pattinatore artistico su ghiaccio canadese
- 1991 - Katarzyna Piter, tennista polacca
- 1991 - Vincent Sasso, calciatore francese
- 1991 - Ben Simons, cestista statunitense
- 1991 - Luis Solignac, calciatore argentino
- 1991 - Darwin Torres, calciatore uruguaiano
- 1992 - Andrij Bacula, calciatore ucraino
- 1992 - Nicolai Boilesen, calciatore danese
- 1992 - Steffani Brass, attrice statunitense
- 1992 - Johannes Brink, pallavolista statunitense
- 1992 - Pietro Ceccarelli, rugbista a 15 italiano
- 1992 - Nestor Colonia, sollevatore filippino
- 1992 - Biel Company, ex calciatore spagnolo
- 1992 - Behnam Ehsanpour, lottatore iraniano
- 1992 - Marquis Flowers, ex giocatore di football americano statunitense
- 1992 - Kyle Fuller, giocatore di football americano statunitense
- 1992 - Sabrina Hering, canoista tedesca
- 1992 - Andrew Jean-Baptiste, calciatore statunitense
- 1992 - Mattias Johansson, calciatore svedese
- 1992 - Marcus Lewis, cestista statunitense
- 1992 - Jiří Mareš, calciatore ceco
- 1992 - Karl Niamamoukoko, ex cestista della Repubblica del Congo
- 1992 - Hanna Nilsson, ciclista su strada svedese
- 1992 - Peter van Ooijen, calciatore olandese
- 1992 - Simen Rafn, calciatore norvegese
- 1992 - André Ramalho, calciatore brasiliano
- 1992 - Julia Roddar, calciatrice svedese
- 1992 - Sophia Sergio, modella italiana
- 1992 - Aleksandar Stevanović, ex calciatore tedesco
- 1992 - Jimmy Tatro, attore, comico e youtuber statunitense
- 1992 - Sarah Thonig, attrice e ballerina tedesca
- 1992 - Ekaterina Voronina, multiplista uzbeka
- 1993 - Ayoub Abdellaoui, calciatore algerino
- 1993 - Moayad Ajan, calciatore siriano
- 1993 - Cody Cropper, ex calciatore statunitense
- 1993 - Martynas Dapkus, calciatore lituano
- 1993 - Matteo De Vettori, ex sciatore alpino italiano
- 1993 - Frank Domayo, calciatore tanzaniano
- 1993 - Danny Elliscasis, hockeista su ghiaccio italiano
- 1993 - Raphael Holzhauser, calciatore austriaco
- 1993 - Geoffrey Kirui, maratoneta e mezzofondista keniota
- 1993 - Annie Kunz, multiplista statunitense
- 1993 - Ken Matsubara, calciatore giapponese
- 1993 - Rachel Nicol, nuotatrice canadese
- 1993 - Silvia Panguana, ex ostacolista mozambicana
- 1993 - Giorgi Papava, calciatore georgiano
- 1993 - Eleonora Romandini, attrice italiana
- 1993 - Lucas Silva, calciatore brasiliano
- 1993 - Mike Weinberg, attore statunitense
- 1994 - Edgar Abreu, calciatore portoghese
- 1994 - Erol Erdal Alkan, calciatore olandese
- 1994 - Grégoire Barrère, tennista francese
- 1994 - Annika Beck, ex tennista tedesca
- 1994 - Federico Bernardeschi, calciatore italiano
- 1994 - Filip Bundović, cestista croato
- 1994 - Duo Bujie, mezzofondista e maratoneta cinese
- 1994 - Giulia Ghiretti, nuotatrice e ex ginnasta italiana
- 1994 - Jang Kuk-chol, calciatore nordcoreano
- 1994 - Martin Junaković, cestista croato
- 1994 - Matthew Knight, attore canadese
- 1994 - Ava Max, cantautrice statunitense
- 1994 - Kiril Kulish, attore, cantante e ballerino statunitense
- 1994 - Wallyson Mallmann, calciatore brasiliano
- 1994 - Niko Mattila, cestista finlandese
- 1994 - Philipp Orter, combinatista nordico austriaco
- 1994 - Luciano Parodi, cestista uruguaiano
- 1994 - Junior Ponce, calciatore peruviano
- 1995 - Giada Andreutti, discobola e bobbista italiana
- 1995 - Nikolina Babić, cestista bosniaca
- 1995 - Filippo Berra, calciatore italiano
- 1995 - Gela Bolkvadze, lottatore georgiano
- 1995 - Davide Cesarini, calciatore sammarinese
- 1995 - Denzel Curry, rapper e cantante statunitense
- 1995 - Katy Dunne, tennista britannica
- 1995 - Vladimir Vasil'evič Fedoseev, scacchista russo
- 1995 - Béryl Gastaldello, nuotatrice francese
- 1995 - Nicolas Gavory, calciatore francese
- 1995 - Ellis Genge, rugbista a 15 inglese
- 1995 - Gaspar Gentile, calciatore argentino
- 1995 - Nikki Havenaar, calciatore giapponese
- 1995 - Jessica Hawkins, pilota automobilistica britannica
- 1995 - Jānis Ikaunieks, calciatore lettone
- 1995 - Israil Madrimov, pugile uzbeko
- 1995 - Tomas Markegård, allenatore di sci alpino e ex sciatore alpino norvegese
- 1995 - Pontus Nordenberg, calciatore svedese
- 1995 - Josh Reynolds, giocatore di football americano statunitense
- 1995 - Roberto Suárez Pier, calciatore spagnolo
- 1995 - Victor Sanders, cestista statunitense
- 1995 - César, calciatore brasiliano
- 1995 - Carina Witthöft, ex tennista tedesca
- 1995 - Ademir da Silva Santos Junior, calciatore brasiliano
- 1996 - Bankole Adekuoroye, calciatore nigeriano
- 1996 - Óscar Baldomar, calciatore boliviano
- 1996 - Alard Basson, nuotatore sudafricano
- 1996 - Alaric Basson, nuotatore sudafricano
- 1996 - Cloves, cantautrice australiana
- 1996 - Eleonora Goldoni, calciatrice italiana
- 1996 - Nana Komatsu, modella e attrice giapponese
- 1996 - José Carlos Lazo, calciatore spagnolo
- 1996 - Lee Yul-eum, attrice sudcoreana
- 1996 - Alex Aiono, cantante, produttore discografico e youtuber statunitense
- 1996 - Roko Prša, calciatore croato
- 1996 - Hanna Sola, biatleta bielorussa
- 1997 - Kevin Arrieta, giocatore di calcio a 5 argentino
- 1997 - Maximiliano Caufriez, calciatore belga
- 1997 - Conor Chaplin, calciatore inglese
- 1997 - Thijmen Goppel, calciatore olandese
- 1997 - Ricardo Graça, calciatore brasiliano
- 1997 - Anders Hagelskjær, calciatore danese
- 1997 - Yūta Nakayama, calciatore giapponese
- 1997 - Dragoș Nedelcu, calciatore rumeno
- 1997 - Princesa Alba, cantante cilena
- 1997 - Ben Schwietert, nuotatore olandese
- 1997 - Chazz Surratt, giocatore di football americano statunitense
- 1997 - Natal'ja Vichljanceva, ex tennista russa
- 1998 - Trevon Allen, cestista statunitense
- 1998 - Moreto Cassamá, calciatore guineense
- 1998 - Emily Chebet Kipchumba, mezzofondista e maratoneta keniota
- 1998 - Marco Friedrich, ex ciclista su strada austriaco
- 1998 - Cédric Gasser, calciatore svizzero
- 1998 - Paula Ginzo, cestista spagnola
- 1998 - Jaizec Lottie, cestista statunitense
- 1998 - Gonzalo Pintos, calciatore uruguaiano
- 1998 - Lucas Pos, calciatore statunitense
- 1998 - Carles Pérez, calciatore spagnolo
- 1998 - Wellissol, calciatore brasiliano
- 1998 - Kim Su-ji, tuffatrice sudcoreana
- 1998 - Peter Vindahl Jensen, calciatore danese
- 1998 - Giovanni Andrea Zanon, violinista italiano
- 1998 - Berkay Öğretir, nuotatore turco
- 1999 - Feryal Abdelaziz, karateka egiziana
- 1999 - Frank Arhin, calciatore ghanese
- 1999 - Serhij Buleca, calciatore ucraino
- 1999 - Issiar Dramé, calciatore francese
- 1999 - Ignatius Ganago, calciatore camerunese
- 1999 - Federico Gattoni, calciatore argentino
- 1999 - Hailey Kilgore, attrice e cantante statunitense
- 1999 - Srđan Kočić, calciatore serbo
- 1999 - Mário Mrva, calciatore slovacco
- 1999 - Antonio Napolitano, calciatore argentino
- 1999 - Imad Rondić, calciatore bosniaco
- 1999 - Matías Succar, calciatore peruviano
- 1999 - Girl in Red, cantautrice norvegese
- 1999 - Alesson, calciatore brasiliano
- 2000 - Matías Belloso, calciatore argentino
- 2000 - Nicky Beloko, calciatore svizzero
- 2000 - Thomas Carmoy, altista belga
- 2000 - Alessandro Cipolla, cestista italiano
- 2000 - Duk, calciatore portoghese
- 2000 - Evgenij Fëdorov, ciclista su strada kazako
- 2000 - Amine Gouiri, calciatore algerino
- 2000 - Erika Nordby, canadese
- 2000 - Loïs Openda, calciatore belga
- 2000 - Alexandros Raptīs, pallavolista greco
- 2000 - Keilan Robinson, giocatore di football americano statunitense
- 2000 - Salomón Rodríguez, calciatore uruguaiano
- 2000 - Koffee, cantautrice, disc jockey e chitarrista giamaicana
- 2000 - Janni Thomsen, calciatrice danese
- 2000 - Giovanni Ticcò, fondista italiano
- 2000 - Alan Torres, calciatore messicano
- 2000 - Hamed Traorè, calciatore ivoriano
- 2000 - Lena Urzendowsky, attrice tedesca
- 2000 - Coby White, cestista statunitense
- 2000 - Yan Bingtao, giocatore di snooker cinese
- 2000 - Carlos Yulo, ginnasta filippino

## XXI secolo(36)
- 2001 - Rasheen Ali, giocatore di football americano statunitense
- 2001 - Oliver Batista Meier, calciatore tedesco
- 2001 - Wouter Burger, calciatore olandese
- 2001 - Il'ja Bykovskij, calciatore russo
- 2001 - Indiana Vassilev, calciatore statunitense
- 2001 - Chloe East, attrice statunitense
- 2001 - Tosan Evbuomwan, cestista britannico
- 2001 - Patrik Iľko, calciatore slovacco
- 2001 - Jaime Jáquez, cestista messicano
- 2001 - Yūki Naitō, tennista giapponese
- 2002 - Anna Caumo, hockeista su ghiaccio italiana
- 2002 - Alessio Curci, calciatore lussemburghese
- 2002 - Julián Eseiza, calciatore argentino
- 2002 - Joel Chima Fujita, calciatore giapponese
- 2002 - Clément Izquierdo, ciclista su strada francese
- 2002 - Truls Möregårdh, tennistavolista svedese
- 2002 - Fabian Rieder, calciatore svizzero
- 2002 - Alessandro Sersanti, calciatore italiano
- 2003 - Juan Alvina, calciatore brasiliano
- 2003 - Martin Baturina, calciatore croato
- 2003 - Bryan Fiabema, calciatore norvegese
- 2003 - Daniel Gutiérrez, calciatore cileno
- 2003 - Kayden Pierre, calciatore statunitense
- 2003 - Cuiabano, calciatore brasiliano
- 2003 - Édouard Therriault, sciatore freestyle canadese
- 2004 - Samuel Akere, calciatore nigeriano
- 2004 - Lukas Björklund, calciatore svedese
- 2004 - Matteo Copelotti, calciatore uruguaiano
- 2004 - Federico Medina, calciatore argentino
- 2005 - Ezechiel Banzuzi, calciatore olandese
- 2005 - Eliesse Ben Seghir, calciatore marocchino
- 2005 - Nathan Fernandes, calciatore brasiliano
- 2005 - Francisco Costa, pallamanista portoghese
- 2005 - Rúben Prey, cestista portoghese
- 2005 - Julio Soler, calciatore paraguaiano
- 2006 - Viviana Márton, taekwondoka ungherese

## Senza anno specificato(1)
- Kim Jong-il, politico nordcoreano († 2011)